# Ode pindarica...
Ode pindarica à feliz restauração do nosso Portugal, que ao Ill.mo e Ex.mo Senhor Manuel Pais de Aragão Trigoso... da autoria de Rodrigo da Fonseca, foi publicado em Coimbra, no ano de 1808, na Real Imprensa da Universidade, com um total de 19 páginas. Pertence à rede de Bibliotecas municipais de Lisboa e é considerado uma "raridade bibliográfica".